# Le Bal des secrets
Le Bal des secrets est une mini-série de Christophe Barbier avec Macha Méril et Fanny Cottençon, diffusé sur France 3.

## Synopsis
Un drame survenu il y a 30 ans lors d'un bal de village refait surface.

## Fiche technique
- Production : Image et Compagnie
- Productrice : Nicole Collet
- Producteur délégué : Serge Moati
- Réalisation : Christophe Barbier
- Scénario : Jean-Luc Seigle, Anne-Marie Catois
- Musique : Philippe Eidel
- Pays :  France
- Nb saisons : 1
- Nb épisodes : 2
- Genre : Mini-série
- Durée : 2 x 105 min
- Année de sortie : 2013
- Première diffusion : 7 décembre 2013 à 20h45 sur France 3

## Distribution
- Macha Méril : Rose Perrault
- Fanny Cottençon : Alice Perrault
- Maëva Pasquali : Cathy
- Hélène Stadnicki : Norvana
- Dimitri Rataud : Christian Perrault
- Olivier Cruveiller : Jean-Marie
- Daniel San Pedro : Sylvain
- Laurie Dupont : Sophia
- Cyril Mourali : Adrien Serre
- Florent Bigot de Nesles : Gérard
- Rodolphe Couthouis : Maurice
- Cécile Combe : Rose Perrault 1980
- Delphine Le Moine : Alice Perrault 1980
- Charles Templon : Jean-Marie 1980
- Pascal Duhamel : le père de Jean-Marie
- Jean-Christophe Fraiscinet : le père d'Alice
- Léandre Guilbert : Christian Perrault 1980
- Serge Faliu : le notaire
- Vincent Dubois : le directeur de banque
- Jean-Pierre Lemoine : le photographe
- Christophe Bourdilleux : le maire de Balzance

## Tournage
Le tournage a lieu en Touraine du 8 octobre 2012 au 11 janvier 2013. Notamment à Tours, Amboise, Autrèche et Montreuil-en-Touraine.